# MC Paulin da Capital
Paulo Henrique Ferreira Da Silva (São Paulo, 31 de agosto de 1995), mais conhecido pelo seu nome artístico MC Paulin da Capital, é um cantor e compositor brasileiro. Ele é considerado um dos MC's do gênero funk consciente da atualidade.

## Biografia e carreira
Entre os dias 29 de maio e 4 de junho, a música "Sou Pretin, Cabelin Enroladin", Outro sucesso é "Eu achei", do Paulin. Aqui, ele acorda, lê uma Bíblia, fuma um baseado, abraça a avó e chora ao ver que sua moto foi roubada na canção ele já começa com "Cês levou meu pão de cada dia", mas no final é feliz: "Graças a Deus eu achei", A moto estava "no lugar que não entra polícia". Um mundo duro e injusto, marcado pelo crime, de onde eles tentam sair, marca as letras e a vida do artista No lugar da euforia de hits passados, entram a tristeza e a busca por redenção. Suas letras falam de temas como a vida difícil na favela, com ecos de louvor religioso. A motocicleta é um símbolo comum de superação.
Condenado a 11 anos por conta de um assalto em 2014, MC Paulin da Capital ficou 4 anos na prisão e, durante esse período, compôs mais de 100 músicas, preparando o caminho para a sua saída. A
Ao deixar a cadeia, ele adotou o nome de MC Paulin da Capital e viu a fama chegar ao começar a cantar sobre motos no funk consciente.
Ao lado do MC Lipi, ele lançou "Mulher Cativante", que, com 118 milhões de views até aqui, é o maior sucesso de sua carreira.

## Discografia

### Álbuns de estúdio
- (2022) Mandrake na Voz

### Singles
- (2021) Quebredas
- (2022) Nada é Por Acaso
- (2022) Sou Pretin, Cabelin Enroladin
- (2022) Nada é por Acaso
- (2022) Foi Por Pouco
- (2022) Inspiração
- (2022) Mil Motivos
- (2022) Hoje Tá Derretendo
- (2022) Mensagem
- (2022) Dois Corações

### EPs
- (2022) Love (Acústico)